# Rio nell’Elba
Rio nell’Elba – miejscowość i gmina we Włoszech, w regionie Toskania, w prowincji Livorno.
Według danych na rok 2004 gminę zamieszkiwały 954 osoby, 59,6 os./km².